# Heinz Füßler
Werner Heinz Füßler (* 11. Februar 1906 in Leipzig; † 1990) war ein deutscher Historiker und Museumsleiter.

## Leben und Wirken
Füßler besuchte die Städtische Oberrealschule am Nordplatz (heute Leibnizschule) und studierte anschließend in Leipzig und Freiburg im Breisgau Geschichte, Germanistik, Philosophie und Geographie. 1927 wurde er Mitglied der KPD, später der SED. 1932 wurde er an der Universität Leipzig unter Hans Driesch zum Thema Der Ich-Begriff in der Kantischen Philosophie promoviert. Anschließend arbeitete er einige Jahre im höheren Schuldienst.
1947 wurde er Kustos im Stadtgeschichtlichen Museum Leipzig, ab 1949 leitete er kommissarisch das Haus, von 1951 bis 1971 war er Direktor des Museums. Füßlers Publikationen zu Robert Blum und zur Baugeschichte Leipzigs galten viele Jahre als Standardwerke in ihren Gebieten. Zwischen 1952 und 1969 fungierte er als Herausgeber der achtbändigen Buchreihe Leipziger stadtgeschichtliche Forschungen.

## Schriften (Auswahl)
- Robert Blum. Ein Zeugnis seines Lebens. Nach zeitgenössischen Dokumenten. Predella-Verlag, Zwickau 1948, DNB 573188149, Digitalisat der DNB.
- Robert Blum, ein Kämpfer für Einheit und Demokratie. Leipziger Kommissions-Großbuchhandels-GmbH, Leipzig 1948, DNB 576240761.
- u. a. mit Ernst Müller und Hans Gibbisch: Aus Geschichte und Neuaufbau der ehemaligen Rannischen Vorstadt Leipzigs (= Leipziger stadtgeschichtliche Forschungen. Band 1). Bibliographisches Institut, Leipzig 1952, DNB 451508890.
- u. a. mit Fritz Donath und Ernst Engelberg: Leipzig 1813. Die Völkerschlacht im nationalen Befreiungskampf des deutschen Volkes (= Leipziger stadtgeschichtliche Forschungen. Band 3). Bibliographisches Institut, Leipzig 1953, DNB 1044827564, Digitalisat der DNB.
- als Hrsg. und Mitverfasser: Leipziger Bautradition (= Leipziger stadtgeschichtliche Forschungen. Band 4). Bibliographisches Institut, Leipzig 1955, DNB 450279774.
- mit Heinrich Wichmann: Das Alte Rathaus zu Leipzig und seine Kunstsammlungen. Führer durch das historische Gebäude und das 1. Stockwerk des Stadtgeschichtlichen Museums. Stadtgeschichtliches Museum Leipzig, Leipzig 1956, DNB 968635741.
- mit Heinrich Wichmann: Das Alte Rathaus zu Leipzig (= Schriften des Instituts für Theorie und Geschichte der Baukunst). Henschel, Berlin 1958, DNB 451408462.
- als Hrsg. und Mitverfasser: Leipziger Universitätsbauten. Die Neubauten der Karl-Marx-Universität seit 1945 und die Geschichte der Universitätsgebäude (= Leipziger stadtgeschichtliche Forschungen. Band 6). Bibliographisches Institut, Leipzig 1961, DNB 455169837.
- Das Alte Rathaus zu Leipzig (= Baudenkmale. Band 1). E. A. Seemann, Leipzig 1963, DNB 36376349X.
- u. a. mit Helmut Arndt und Helmut Biering: Leipzig in acht Jahrhunderten (= Leipziger stadtgeschichtliche Forschungen. Band 7). Bibliographisches Institut, Leipzig 1965, DNB 452789109.

## Einzelnachweis
1. ↑  Ulrike Dura 2009

| Personendaten    | Personendaten                             |
| ---------------- | ----------------------------------------- |
| NAME             | Füßler, Heinz                             |
| ALTERNATIVNAMEN  | Füßler, Werner Heinz (vollständiger Name) |
| KURZBESCHREIBUNG | deutscher Historiker und Museumsleiter    |
| GEBURTSDATUM     | 11. Februar 1906                          |
| GEBURTSORT       | Leipzig                                   |
| STERBEDATUM      | 1990                                      |